# راي جينينغز
راي جينينغز (9 أغسطس 1954 في جنوب أفريقيا - ) (بالإنجليزية: Ray Jennings)‏ هو لاعب كريكت جنوب أفريقي. لعب مع Gauteng (cricket team) ‏ ونادي الشماليين للكريكت ‏.